# Пје ла Коста
Пје ла Коста (итал. Piè la Costa) је насеље у Италији у округу Л'Аквила, региону Абруцо.
Према процени из 2011. у насељу је живело 254 становника. Насеље се налази на надморској висини од 785 м.